# 車震 (將領)

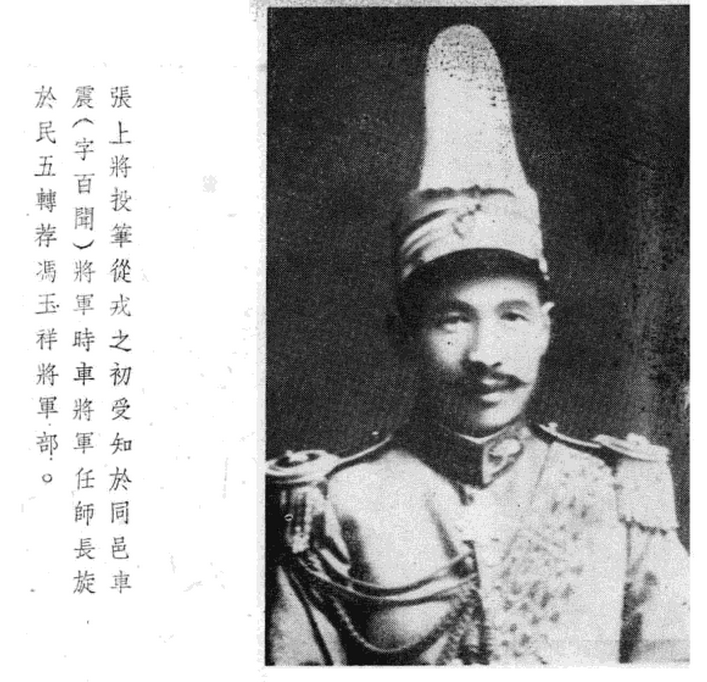
車震 將軍

車震，字百闻，為山東臨清人。1914年在北洋政府陆军第20师39旅任团长，1916年護國戰爭爆發，已升為旅長的車震率第39旅至湖南長沙以鎮壓護國軍。當時湖南將軍湯薌銘將第39旅擴編為湖南陸軍第1師，由車震任師長，張自忠被委任為軍官，任師部幕僚。